# Castillo de Queralt
El castillo de Queralt se encuentra sobre un risco en el extremo occidental de la sierra de Queralt, en la parte sur-occidental de la comarca de la Noya, cerca de la línea divisoria con la Cuenca de Barberá, Alto Campo y el Alto Panadés. En el siglo X y por su ubicación estratégica, el castillo representa el extremo de la Marca.

## Historia

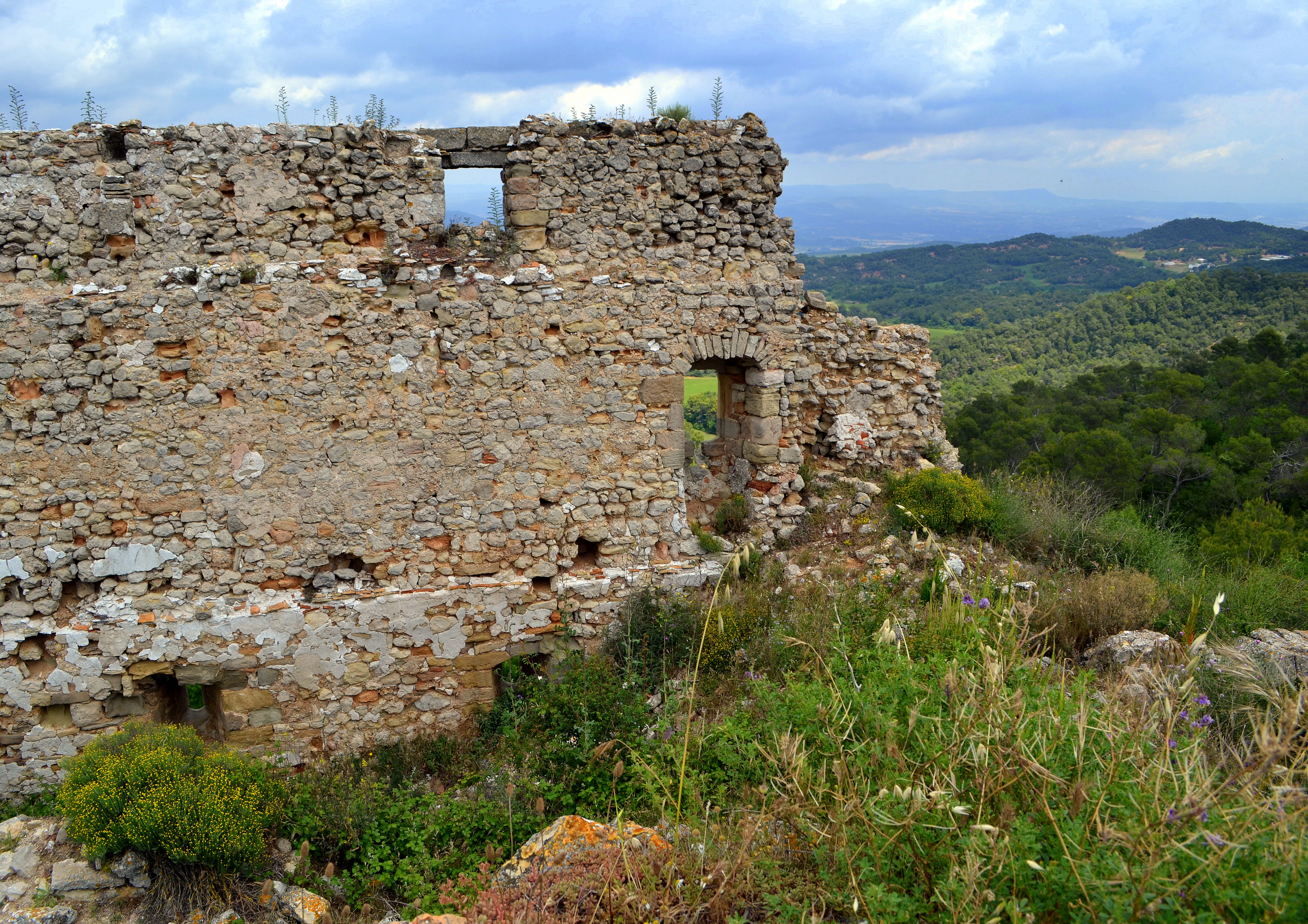
Castillo de Queralt en junio de 2011.

Indirectamente, se puede remontar la existencia de esta fortaleza al gobierno del conde Wifredo el Velloso, entre los años 880-897, cuando éste conde organizó la repoblación del condado de Osona del cual el castillo de Queralt era en aquel momento el límite más poniente. El año 976 el conde Borrell II y su esposa Ledgarda vendieron a Guitard, vizconde de Barcelona el castillo de Queralt situado en los confines de la Marca. La familia vizcondal barcelonesa se desprende del castillo a favor de Trasoar de la familia de los vizcondes de Osona, cuyos hijos se adjudicaron la posesión del castillo en su totalidad. A principios del siglo XI fue discutida la propiedad entre dos señores, Sal-la, obispo de Urgell y Sendred de Gurb. En el año 1002, los condes de Barcelona Ramón Borrell y Ermesenda de Carcasona convocaron juicio y se supone que la sentencia, que no se conoce, fue favorable al obispo Sal-la. Sin embargo, el lugar se encuentra vinculado a los Gurb-Queralt que fueron los únicos señores, no sabemos si por compra o por usurpación, método a menudo utilizado en la época.
Durante el periodo de gobierno de Bernardo Sendred de Gurb, se produjo una importante forestación de las tierras de poniente del castillo, creando nuevos núcleos de población y los castillos de Montargull, Rauric y Figuerola, tarea que continuó su hijo Guillem Bernat de Queralt, muerto el 1084 y primero en emplear el locativo de Queralt como apellido. Debido a varias muertes sin descendencia la propiedad se dividió en dos ramas de la familia Queralt y que poseían diferente clase de dominio, por ejemplo, una el dominio eminente (el derecho de propiedad superior al dominio útil de los señores), y el otro la posesión en feudo o la castellanía. A finales del siglo XII y principios del XIII la rama principal desaparece y la rama secundaria se instala en Queralt. En el año 1212, Arnau de Timor compra a Berenguer III de Gurb Queralt el castillo en libre y franco alodio y su hijo se apellida Queralt y reúne la baronía de Santa Coloma.
Señores notables de Queralt fueron Pedro IV de Queralt, fallecido en 1408 y sobre todo Pedro VI de Queralt, militar, diplomático, hombre de letras, que estuvo al servicio de los reyes Pedro IV de Aragón, Juan I de Aragón y Martín el Humano. En 1463 un sucesor de la saga, Guerau I, partidario de la causa catalana de la Generalitat es desposeído por su hijo Dalmau II, partidario de Juan II. Pedro VIII, en 1599, recibe el título de conde de Santa Coloma de manos de Felipe III de España. El heredero, Dalmau III de Queralt fue virrey de Cataluña al estallar la Guerra dels Segadors y fue muerto el día del Corpus de Sangre (7 de junio de 1640). Su hijo, distinguido por Felipe IV será elevado a grande de España en 1647.
En el año 1842, el conde de Santa Coloma vende el castillo, muy deteriorado a Josep Safont i Lluch (1803-1861), comerciante y banquero. El estado del castillo es ruinoso, con corrales de ganado y rodeado de tierras.

## Arquitectura
Del castillo, ahora totalmente en ruinas, quedan desconjuntados una buena parte de los muros perimetrales de un gran casona que engloban otras dependencias ahora prácticamente sepultadas, entre las que sobresale una acadio ojival de las estancias interiores. El edificio residencial se sitúa en la parte más alta del cerro. Se trata de un cuerpo construido de factura gótica, de planta rectangular con la fachada al norte, con la puerta de entrada, dos aspilleras a media altura y dos ventanas en la parte superior. En la fachada norte se puede observar el desarrollo en altura del edificio: planta baja, piso y azotea. El aparato de paramentos externos, fuerza torpe, contrasta con el de los paramentos internos, hecho con sillares bien trabajados y ordenados en hileras horizontales.
Cerca de la esquina noroeste se observa una curiosa canal hecha con bloques de piedra arenisca rectangulares, fusionados y vaciados interiormente y restos de una pequeña construcción rectangular, quizás una cisterna. En el extremo occidental, cerca del acantilado, el muro de poniente de la iglesia del castillo, ahora totalmente dañada, y los despojos de lo que podrían ser el establo, el corral... Estas ruinas demuestran las vicisitudes y derrumbes que experimentó este castillo que si bien es el asentamiento castrense más temprano en la ocupación cristiana de la cuenca del Gaià, del primitivo edificio del siglo X ya no quedan trazas evidentes.

## Iglesia de San Miguel del Castillo de Queralt

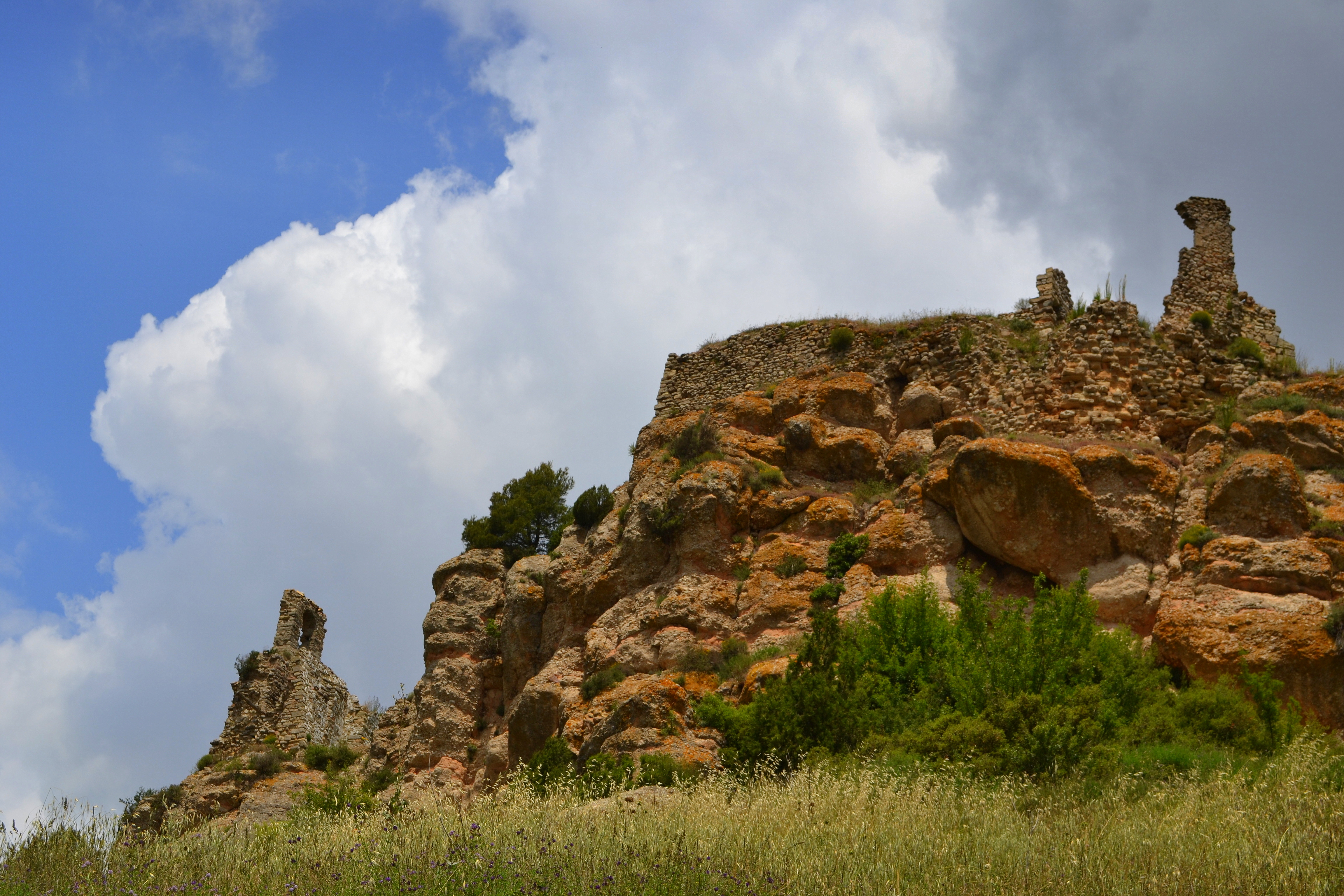
Campanario de la iglesia de San Miguel, a la izquierda de la fotografía (junio de 2011).

Fue siempre la capilla de la fortaleza de Queralt. Dependió de la canónica de Solsona y aparece documentada en el año 1088 en que fue dada en Santa María de Solsona junto con la iglesia de San Cristóbal y el resto de iglesias a ellas sujetos.
El abandono del castillo significó también el abandono de la capilla, de la que sólo queda el muro de poniente, coronado por un campanario de espadaña de una apertura rematada por un arco de medio punto adovelado y parte de la escala que llevaba desde el interior del templo. De los muros restantes, que debían conformar la nave y el ábside, ya no queda ninguna traza.

## Iglesia de Santiago de Queralt (antiguamente San Cristóbal)

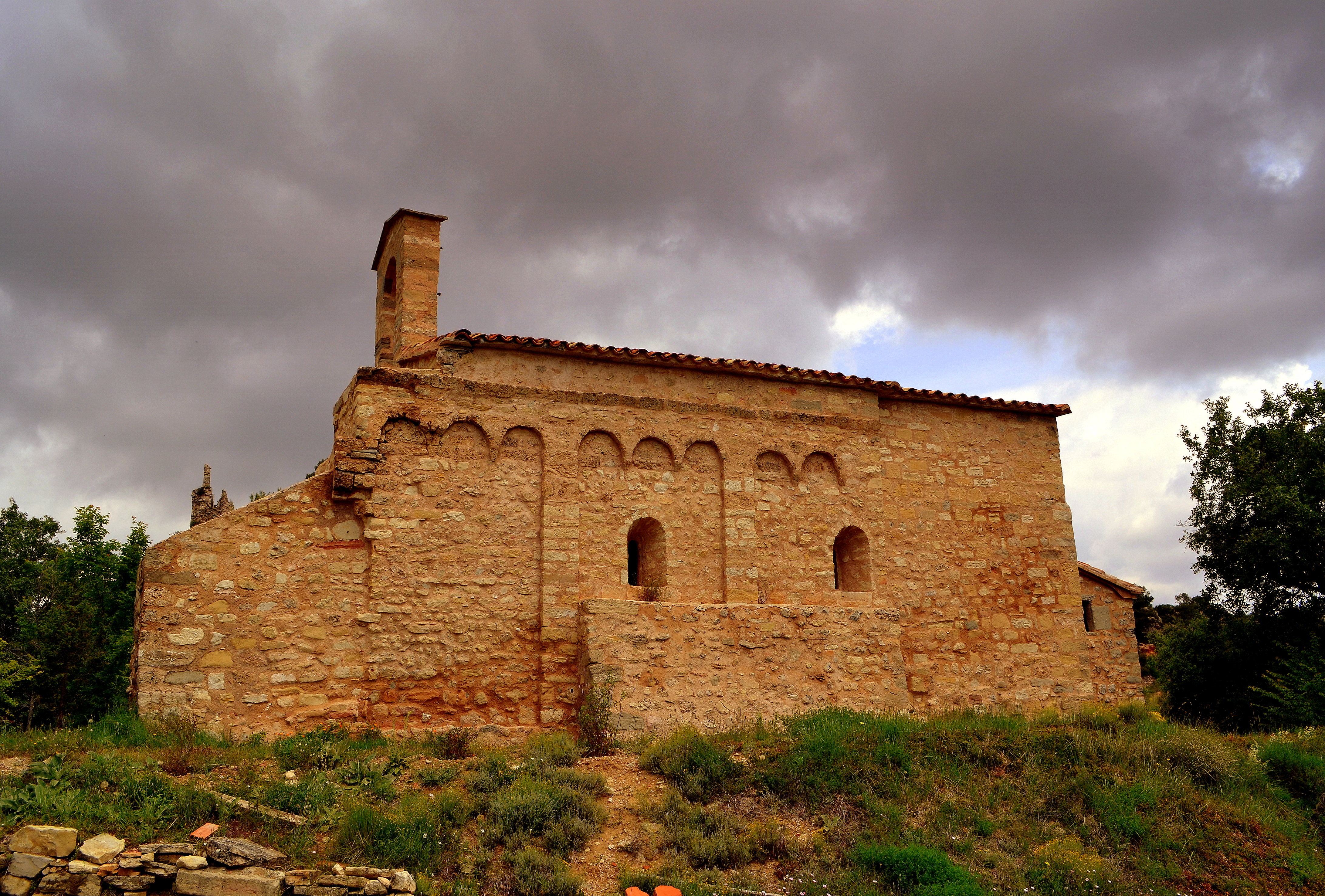
Iglesia de Santiago (junio de 2011).

Situada al pie de la mole rocosa dominada por el castillo, se encontraba dentro del antiguo término del castillo de Queralt y desde muy pronto debió asumir las funciones parroquiales que posteriormente pasaron a la iglesia de San Salvador de Bellprat. La iglesia aparece en una lista de parroquias datable entre los años 1020 y 1050.
El edificio original fue construido en el siglo XI según cánones arquitectónicos románicos. Constaba de una sola nave rematada con bóveda de cañón, un ábside semicircular y campanario de espadaña que coronaba el muro de poniente. A lo largo de la Baja Edad Media el edificio sufrió diversas modificaciones como la construcción de un nuevo ábside cuadrangular. Externamente, las cerraduras de los muros originarios presentan una decoración lombarda a modo de friso de arquerías ciegas distribuidas en grupos de tres, entre lesenas, hechas con piedra oscura que se hacen claramente diferenciables del resto de fábricas posteriores.
Actualmente el edificio no tiene culto y se encuentra en proceso de consolidación.